# Viktor Zack
Viktor Zack (* 13. April 1854 in Vordernberg, Steiermark; † 26. Jänner 1939 in Graz) war ein österreichischer Lehrer, Chorleiter und Volksliedforscher.
Viktor Zack machte sich vor allem als Sammler von Volksliedern aus den österreichischen Bundesländern verdient. Bei seinen Forschungen arbeitete er häufig mit dem steirischen Volkskundler Viktor Geramb zusammen. 1917 gab er das Steirische Liederbuch für Volksschulen heraus. Ein Jahr darauf erschien das Buch Alte Krippen- und Hirtenlieder. Die gesammelten Jodler und Volkslieder aus dem obersteirischen Murtal veröffentlichte er 1927. Aus seinen Sammlungen stammen viele bekannte alpenländische Weihnachtslieder wie zum Beispiel Es wird scho glei dumpa und Hiaz is da rauhe Winter da. Viktor Zack war auch in der Sängerbundbewegung tätig. 
Er ist auf dem St.-Leonhard-Friedhof in Graz beigesetzt. In Graz und in Vordernberg wurde jeweils eine Straße nach ihm benannt. Für Chorleiter mit besonderen Verdiensten verleiht der Steirische Sängerbund noch heute die Viktor-Zack-Medaille in Bronze oder Silber.

## Rolle im Nationalsozialismus
Viktor Zack arbeitete mit dem überzeugten NS-Anhänger, dem Schriftsteller, Kulturpolitiker und SS-Mann Josef Papesch (NSDAP seit 1934, SS seit 1938) bei dem Singspiel Der steirische Hammerherr zusammen, das bis 1943 an den Grazer Oper 58 mal gezeigt wurde. Wie Papesch war auch Zack ebenfalls bereits illegales Mitglied der NSDAP. So schreibt der Dichter Hans Kloepfer (NSDAP seit 1938) in einem Beitrag Viktor Zack zum Gedächtnis: Viktor Zack war als „überzeugter Illegaler seit langem das an Jahren älteste Parteimitglied seines Bezirkes“. Der Bericht im NSDAP-Organ Völkischer Beobachter über eine Gedenkfeier in Graz weist Zack als „einen der ersten Kämpfer der Bewegung“ aus, der als Künstler „Wert und Bedeutung von Blut und Boden erkannte.“